# Fasada (socjologia)
Fasada – w perspektywie dramaturgicznej Ervinga Goffmana są to środki wyrazu stosowane celowo lub mimowolnie w trakcie „występów”. Jest to jeden z dynamicznych aspektów występów jednostek i zespołów, dostarczający im definicji sytuacji.
Fasada składa się z dekoracji, będącej wyposażeniem miejsca, poprzez które jednostka w trakcie swoich występów manipuluje wrażeniami innych oraz fasady osobistej, na którą składają się powierzchowność jednostki i sposób bycia. Powierzchowność pozwala określić pozycję społeczną jednostki, a sposób bycia rolę, jaką jednostka chce odegrać. Z fasadą wiążą się też elementy wyposażenia ekspresyjnego – emocje i umiejętności wyrażania.
Charakterystyczne dla fasad jest ich instytucjonalizacja i stereotypizacja, poprzez co stają się „zbiorowym wyobrażeniem”, niezależnie od zadań, którym służyły, a także oczekiwanie spójności ich elementów. Utrwalanie się fasad prowadzi do tego, że są one raczej wybierane niż tworzone przez jednostki. Spójność fasady przyczynia się do sukcesu występów i jest zależna od: kontrolowania dekoracji, wyposażenia ekspresyjnego, sygnałów rozpoznawania ról, sygnałów wskazujących na skłonność do działań rytualnych oraz na status zarówno poza, jak i w obrębie interakcji.